# سینوس پس‌سری
سینوس پَس‌سَری (Occipital sinus) کوچک‌ترین سینوس از سینوس‌های سیاهرگی سخت‌شامه (وریدی دورال) یا همان سینوس‌های جمجمه‌ای است و تنها در حدود ۶۵٪ موارد وجود دارد.
سینوس یا جِیب پس‌سری در حاشیه متصل به داس مخچه قرار دارد و عموماً تکی است، اما گاهی دو عدد از آن وجود دارد.
این سینوس در اطراف لبه سوراخ بزرگ پس‌سری (فورامن مگنوم) توسط چندین مجرای سیاهرگی کوچک شروع می‌شود که یکی از آنها به قسمت انتهایی سینوس عرضی می‌پیوندد. سینوس پس‌سری با شبکه سیاهرگ‌های داخلی مهره ای خلفی ارتباط برقرار می‌کند و به پیوندگاه سینوس‌ها ختم می‌شود.

سینوس‌های پس سری توسط گیشارد ژوزف دوورنی کشف شدند.

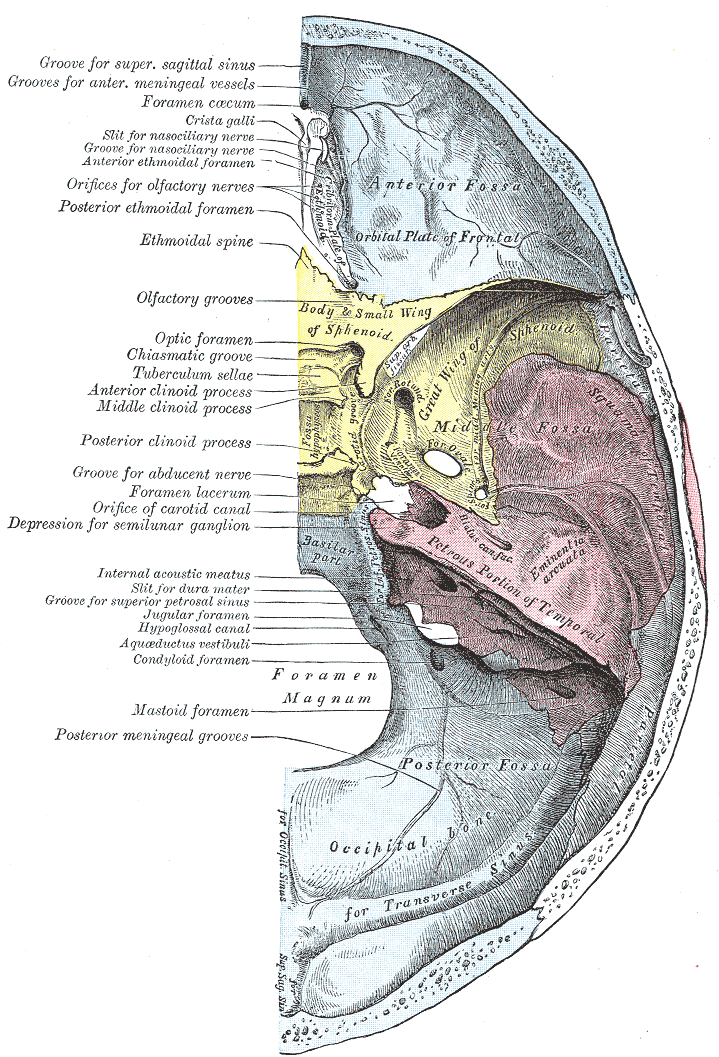
پایه جمجمه. سطح بالایی.